# Hydrotaea affinis
Hydrotaea affinis este o specie de muște din genul Hydrotaea, familia Muscidae, descrisă de Karl în anul 1935. Conform Catalogue of Life specia Hydrotaea affinis nu are subspecii cunoscute.